# The Lastest Gun in the West
«The Lastest Gun in the West» («Последний пистолет на западе») — двенадцатый эпизод тринадцатого сезона мультсериала «Симпсоны». Впервые вышел в эфир 24 февраля 2002 года.

## Сюжет
У Барта выдался удачный день: он нашёл две монетки, к нему в руки упал мяч со Спрингфилдского стадиона, ему дали бесплатное мороженое. День был отличным, пока Барт не повстречался со злой белой собакой, которой мальчик явно не понравился. Собака начала преследовать бедного Барта по всему городу. Однажды, удирая от собаки, Барт перелез через чей-то забор и попал в усадьбу человека, явно увлекающегося культурой Дикого Запада. Хозяином дома оказывается Бак Маккой, ковбой и звезда вестернов пятидесятых годов. Он помогает Барту успокоить злую собаку и рассказывает о себе. Для Барта Бак быстро становится кумиром (этим он немного вызывает у Гомера чувство ревности). Барт вместе с Милхаусом проходят интересную экскурсию по особняку ковбоя-киноактёра, а после Барт приглашает Бака к себе домой, где тот рассказывает о своей жизни и показывает фрагменты из своих фильмов. Бак настолько впечатляет Барта, что тот решает стать ковбоем и вскоре этим начинают увлекаться все ученики Спрингфилдской школы. Вскоре Барт и Лиза предлагают Баку выступить на «Шоу Клоуна Красти», ведь многие дети хотели бы увидеть своего нового героя на сцене. Бак соглашается и на репетиции демонстрирует свой талант в полной мере. Красти доволен новым участником своего шоу, но перед съёмкой он сильно пугает Бака своей огромной аудиторией. Для храбрости Бак решает выпить, поэтому на шоу он опьянел и, перепутав Красти с картонной мишенью, стреляет в настоящего клоуна. Разумеется, за это Красти его прогоняет, а Барт узнаёт страшную тайну: его кумир — алкоголик!
Барт находится в депрессии из-за того, что он узнал о своём новом друге, все попытки Гомера развеселить сына не увенчались успехом. Тогда Мардж и Гомер решают вернуть Барту веру в Бака. Для этого они решают отучить его от спиртного: очищают его особняк от всего алкоголя, отводят его в Центр Ковбоев-Алкоголиков (правда, Бак так и не решается бросить пить, даже выжигание раскалённым железом на заду слова «позор» не убеждает его бросить пить). Но вскоре предстаёт отличная возможность для Бака показать себя — банда Змея Джейлбёрда захватила банк, все попытки полицейских задержать их провалились. Но Баку, благодаря ковбойским навыкам и отсутствию алкоголя в крови, удаётся обезоружить и вырубить злодеев. Этим он возвращает к себе уважение Барта. Довольный собой, Бак в лучах солнца возвращается к себе домой (а на заднем плане видно, как злая собака вновь принялась гоняться за Бартом).

## Культурные отсылки
- В сцене, где Гомер дарит Барту плакат со своим изображением, это пародия на самый продаваемый плакат 70х годов, с изображением Фэрры Фосетт. Он был снят в преддверии выхода сериала «Ангелы Чарли», с её участием.
В серии появляется M41A из франшизы "чужой"